# Antigua i Barbuda na Mistrzostwach Świata w Lekkoatletyce 2013
Antigua i Barbuda na Mistrzostwach Świata w Lekkoatletyce 2013 – reprezentacja Antigui i Barbudy podczas czempionatu w Moskwie liczyła 1 zawodnika, który nie zdobył medalu.

## Występy reprezentantów Antigui i Barbudy
| Konkurencja            | Zawodnik      | Preeliminacje | Preeliminacje | Eliminacje | Eliminacje | Półfinał | Półfinał | Finał    | Finał   |
| Konkurencja            | Zawodnik      | Rezultat      | Pozycja       | Rezultat   | Pozycja    | Rezultat | Pozycja  | Rezultat | Pozycja |
| ---------------------- | ------------- | ------------- | ------------- | ---------- | ---------- | -------- | -------- | -------- | ------- |
| Bieg na 100 m mężczyzn | Daniel Bailey | 10,51         | 3. Q          | 10,45      | 40.        | NQ       | NQ       | NQ       | NQ      |